# Мішлін Прель
Мішлі́н Прель (фр. Micheline Presle, справжнє ім'я — Мішлі́н Ніко́ль Жу́лія Емільє́нн Шасса́нь (фр. Micheline Nicole Julia Émilienne Chassagne; 22 серпня 1922, Париж, Франція — 21 лютого 2024) — французька акторка, співачка. Лауреатка Премії «Сезар» за видатні заслуги у кінематографі (2004) .

## Біографія
Мішлін Ніколь Жулія Емільєнн Шассань народилася 22 серпня 1922 року в Парижі (Франція). З раннього дитинства вона хотіла стати актрисою. Дебютувавши в кіно ще 15-річною дівчинкою в комедії П'єра Карона «Прочуханка» (1937), Мішлін за час своєї кар'єри взяла участь в створенні понад ста сімдесяти стрічок різного жанру. Запозичивши псевдонім у своєї героїні з фільму Г. В. Пабста «Дівчата у біді» (1939), вона вже не розлучалася з ним.
Мішлін Прель активно знімалася в кіно під час окупації Франції в 1940—1945 роки. У 1940 році відзначена премією Товариства драматичних авторів і композиторів (SACD) ім. Сюзанни Б'янчетті за успіхи в кіно.
Прель здобула широке визнання глядачів за виконання ролі Марти Граньє у військовій драмі Клода Отан-Лара «Диявол у тілі» (1947).
У 1950—1954 роках Мішлін перебувала у шлюбі за актором, режисером і музикантом Вільямом Маршаллом (1917—1994) та знімалася в Голлівуді. Від Маршалла Прель народила доньку Атоні-Лі Каролін Жулі Маршалл (нар. 29.11.1951), яка стала акторкою і кінорежисером. Після розлучення з Маршаллом Мішлін повернулася до Парижа, де продовжувала активно працювати як на театральній сцені, так і в кіно й на телебаченні.
Серед найкращих ролей Мішлін Прель: Вірджинія Марчі у фільмі «Дім Рікорді» (1956), мадам де Помпадур у «Таємницях Версаля» (1957), Мішлін Аллан в комедії «Диявол і десять заповідей» (1962), Ізабель Готьє в комедії Алена Рене «Я хочу додому» (1989, номінація на кінопремію «Сезар», 1990), мати-ігуменя в «Знедолених» (1995, реж. Клод Лелуш), клошар у стрічці Френсіса Юстера «Людина і його собака» (2008).
У 2004 році Мішлін Прель відзначена Почесним «Сезаром» за творчість в цілому.

## Фільмографія
| Рік       |    | Українська назва                             | Оригінальна назва                                            | Роль                                            |
| --------- | -- | -------------------------------------------- | ------------------------------------------------------------ | ----------------------------------------------- |
| 1937      | ф  | Прочуханка                                   | La fessée                                                    |                                                 |
| 1938      | ф  | Я співаю                                     | Je chante                                                    |                                                 |
| 1939      | ф  | Маленька зараза                              | Petite peste                                                 | студентка                                       |
| 1939      | ф  | Дівчата у біді                               | Jeunes filles en détresse                                    | Жаклін Прель                                    |
| 1940      | ф  | Втрачений рай                                | Paradis perdu                                                | Жанін Мерсьє/ Жанетт Леблан                     |
| 1940      | ф  | Їх було 12 жінок                             | Elles étaient douze femmes                                   | Люсі                                            |
| 1940      | ф  | Ось і щастя                                  | Ecco la felicità                                             | Лідія                                           |
| 1940      | ф  | Комедія щастя                                | La comédie du bonheur                                        | Лідія                                           |
| 1941      | ф  | Парад семи ночей                             | Parade en 7 nuits                                            | Ірен                                            |
| 1941      | ф  | Історія сміху                                | Histoire de rire                                             | Аделаїда Барб'є                                 |
| 1942      | ф  | Фантастична ніч                              | La nuit fantastique                                          | Ірен                                            |
| 1942      | ф  | Прекрасна пригода                            | La belle aventure                                            | Франсуаза Пімбраш                               |
| 1943      | ф  | Сонце завжди праве                           | Le soleil a toujours raison                                  | Мішлен                                          |
| 1943      | ф  | Єдине кохання                                | Un seul amour                                                | Клара Біонді                                    |
| 1944      | ф  | Фелісі Нантей                                | Félicie Nanteuil                                             | Фелісі Нантей                                   |
| 1945      | ф  | Дамські ганчірки                             | Falbalas                                                     | Мішлін Лафорі                                   |
| 1945      | ф  | Неправдива тривога                           | Fausse alerte                                                | Клер Ланселот                                   |
| 1945      | ф  | Пампушка                                     | Boule de suif                                                | Елізабет Руссе на прізвисько «Теллоу Бал»       |
| 1947      | ф  | Останній шанс                                | Les jeux sont faits                                          | Єва Шарлье                                      |
| 1947      | ф  | Диявол у тілі                                | Le diable au corps                                           | Марта Гранж'є                                   |
| 1949      | ф  | Усі дороги ведуть в Рим                      | Tous les chemins mènent à Rome                               | Лаура Лі                                        |
| 1950      | ф  | Кінець Помпеї                                | Gli ultimi giorni di Pompei                                  | Єлена / Елен / Джон                             |
| 1950      | ф  | Мій старий                                   | Under My Skin                                                | Поль Мане                                       |
| 1950      | ф  | Американська війна на Філіппінах             | American Guerrilla in the Philippines                        | Жанна Мартінез                                  |
| 1951      | ф  | Капітан Фабіан                               | Adventures of Captain Fabian                                 | Леа Маріотт                                     |
| 1953      | ф  | Дама з камеліями                             | La dame aux camélias                                         | Маргарита Готьє                                 |
| 1953      | ф  | Вілла Боргезе                                | Villa Borghese                                               | Валерія Валензано                               |
| 1953      | ф  | Таємниці Версаля                             | Si Versailles m'était conté                                  | мдам де Помпадур                                |
| 1953      | ф  | Любов жінки                                  | L'amour d'une femme                                          | доктор Марі Прієр                               |
| 1954      | ф  | Порочні                                      | Les impures                                                  | Мішель                                          |
| 1954      | ф  | Дім Рікорді                                  | Casa Ricordi                                                 | Вірджинія Марчі                                 |
| 1955      | ф  | Наполеон                                     | Napoléon                                                     | Гортензія де Богарне                            |
| 1955      | ф  | Тринадцять за столом                         | Treize à table                                               | Мадлен Віллардьє                                |
| 1956      | ф  | Беатріче Ченчі                               | Beatrice Cenci                                               | Лукреція Ченчі                                  |
| 1956      | ф  | Перша шлюбна ніч                             | La mariée est trop belle                                     | Жудіт Орібу                                     |
| 1956      | ф  | Вовчихи                                      | Les louves                                                   | Елен Вану                                       |
| 1958—1996 | с  | За останні п'ять хвилин                      | Les cinq dernières minutes                                   | Рашель                                          |
| 1958      | ф  | Смішні жінки                                 | Les femmes sont marrantes...                                 | Ніколь                                          |
| 1958      | ф  | Крістіна                                     | Christine                                                    | Баронеса Лена Еггерсдорф                        |
| 1959      | ф  | Бобусс                                       | Bobosse                                                      | Режина / Сімона                                 |
| 1959      | ф  | Побачення наосліп                            | Blind Date                                                   | Жаклін Кусто                                    |
| 1960      | ф  | Дівчина на літо                              | Une fille pour l'été                                         | Поль                                            |
| 1960      | ф  | Барон де Л'Еклюз                             | Le baron de l'écluse                                         | Перл Жермен-Жубер                               |
| 1960      | ф  | Хазяйка світу — Частина 1                    | Die Herrin der Welt — Teil I                                 | мадам Латур                                     |
| 1960      | ф  | Хазяйка світу — Частина 2                    | Die Herrin der Welt — Teil II                                | місіс Латур                                     |
| 1961      | ф  | Великі люди                                  | Les grandes personnes                                        | Мішель                                          |
| 1961      | ф  | Коханець на 5 днів                           | L'amant de cinq jours                                        | Мадлен                                          |
| 1961      | ф  | Вбивця                                       | L'assassino                                                  | Адальжиза де Маттіс                             |
| 1961      | ф  | Італійські бандити                           | I briganti italiani                                          | Марчеза                                         |
| 1961      | тф | Червоне і чорне                              | Le rouge et le noir                                          | мадам де Реналь                                 |
| 1962      | ф  | Сім смертних гріхів                          | Les sept péchés capitaux                                     | мадам Дюпарк, мати Бернара (епізод «Хіть»)      |
| 1962      | ф  | Людський закон                               | La loi des hommes                                            | Софі Жів'є                                      |
| 1962      | ф  | Диявол і десять заповідей                    | Le diable et les 10 commandements                            | Мішлін Алан (епізод «Luxurieux point ne seras») |
| 1962—1967 | с  | У бою                                        | Combat!                                                      | Аннет                                           |
| 1962      | ф  | Якщо відповідає чоловік                      | If a Man Answers                                             | Жермейн Стейсі                                  |
| 1962      | ф  | Імперська Венера                             | Venere imperiale                                             | Жозефіна                                        |
| 1962      | тф | Лист у таксі                                 | La lettre dans un taxi                                       | Сесіль                                          |
| 1963      | ф  | Удар дубиною                                 | Le coup de bambou                                            | Анжель Бріссак                                  |
| 1963      | тф | Теф-теф                                      | Teuf-teuf                                                    |                                                 |
| 1963      | ф  | Приз                                         | The Prize                                                    | доктор Деніс Марсо                              |
| 1964      | ф  | Інтрига                                      | L'intrigo                                                    | Монік Був'є                                     |
| 1964      | ф  | Полювання на чоловіка                        | La chasse à l'homme                                          | Ізабель Лартуа                                  |
| 1964      | ф  | Нікельовані ноги                             | Les pieds nickelés                                           |                                                 |
| 1965      | ф  | Слався, мафіє!                               | Je vous salue, mafia!                                        | Дейзі                                           |
| 1965—1970 | с  | Савятий заповіт                              | Les saintes chéries                                          | Єва Лагард                                      |
| 1966      | ф  | Черниця                                      | La religieuse                                                | мадам де Моні                                   |
| 1966      | ф  | Чирвовий король                              | Le roi de coeur                                              | мадам Єва, він же мадам Еглантайн               |
| 1970      | ф  | Бал графа д'Оржель                           | Le bal du comte d'Orgel                                      | мадам де Серійоз                                |
| 1970      | ф  | Світло землі                                 | Le clair de terre                                            | антиквар                                        |
| 1970      | ф  | Осляча шкура                                 | Peau d'âne                                                   | Червона королева, друга королева                |
| 1971      | ф  | Нафтодобувачки                               | Les pétroleuses                                              | тітка Амелі                                     |
| 1972      | ф  | Диявол у мозку                               | Il diavolo nel cervello                                      | графиня Клаудія Осіо Де Блан                    |
| 1973      | ф  | Рідкісний птах                               | L'oiseau rare                                                | Рене Будар, жінка-промоутер                     |
| 1973      | ф  | Трохи вагітний                               | L'événement le plus important depuis que l'homme a march&... | доктор Делавінь                                 |
| 1973      | тф | Завіса                                       | Le lever de rideau                                           | мадам Девільї                                   |
| 1974      | ф  | Підхожа пика                                 | La gueule de l'emploi                                        | Мішлін Прель                                    |
| 1974      | ф  | Двоє дівчат у піжамах                        | Deux grandes filles dans un pyjama                           | Лораенс                                         |
| 1974      | тф | Будівничі імперії                            | Les bâtisseurs d'empire                                      | мати                                            |
| 1974      | ф  | Жертва                                       | La preda                                                     |                                                 |
| 1975      | ф  | М'ясник, зірка і сирота                      | Le boucher, la star et l'orpheline                           | зірка Беладонна                                 |
| 1975      | ф  | Обдури око                                   | Trompe l'oeil                                                | мати                                            |
| 1976      | ф  | Не кусайся, тебе люблять                     | Mords pas, on t'aime!                                        | психолог                                        |
| 1976      | ф  | Неа: Молода Еммануель                        | Néa                                                          | Гелен Ешбі                                      |
| 1977      | ф  | Чорт у коробці                               | Le diable dans la boîte                                      | мадам Обер                                      |
| 1978      | ф  | Відвідаємо маму, папа працює                 | Va voir maman, papa travaille                                | Валентін «Вава» Вартен                          |
| 1979      | ф  | Стирається усе                               | On efface tout                                               | мадам Курдева                                   |
| 1979—1988 | с  | Непридумані історії                          | Tales of the Unexpected                                      | мадам Лагрю                                     |
| 1979      | ф  | Я тебе тереблю, і ти мене теребиш за борідку | Je te tiens, tu me tiens par la barbichette                  | мадемуазель Шагран                              |
| 1979—1982 | с  | Перша камера                                 | Caméra une première                                          | тітка Матильда                                  |
| 1979      | ф  | Будь ласка, море?                            | S'il vous plaît... la mer?                                   | мати                                            |
| 1979      | ф  | Демони опівдні                               | Démons de midi                                               | Роза                                            |
| 1979      | ф  | Ставки зроблено                              | Rien ne va plus                                              | Кармен                                          |
| 1980      | ф  | Усе залежить від дівчат…                     | Tout dépend des filles...                                    | Бетті                                           |
| 1980      | ф  | Визначені новини                             | Certaines nouvelles                                          | Елен                                            |
| 1981      | тф | Вік любові                                   | L'âge d'aimer                                                | тітка Матильда                                  |
| 1983      | ф  | Архіпелаг кохання                            | Archipel des amours                                          | мати (епізод 'Колотнеча')                       |
| 1983      | ф  | Нагорі сходів                                | En haut des marches                                          | Матильда                                        |
| 1983      | ф  | Нічні злодюжки                               | Les voleurs de la nuit                                       | Женев'єва                                       |
| 1984      | ф  | Чужою кров'ю                                 | Le sang des autres                                           | Деніз                                           |
| 1984      | ф  | Неправдиві визнання                          | Les fausses confidences                                      | мадам Аржант                                    |
| 1985—1992 | с  | Театр Рея Бредбері                           | The Ray Bradbury Theater                                     | бабуся                                          |
| 1986      | ф  | Хто надто багато цілується…                  | Qui trop embrasse...                                         | мати Крістіана                                  |
| 1986      | ф  | Гарна погода, але до вечора можлива гроза    | Beau temps mais orageux en fin de journée                    | Жаклін                                          |
| 1986      | ф  | Собака                                       | Le chien                                                     | Сімона                                          |
| 1988      | ф  | Пташка, я тебе общипаю                       | Alouette, je te plumerai                                     | дама з дорогоцінними каменями                   |
| 1988      | ф  | Міньйон поїхала                              | Mignon è partita                                             | міс Гіреллі                                     |
| 1989      | ф  | Я хочу додому                                | I Want to Go Home                                            | Ізабель Готьє                                   |
| 1990      | ф  | День батька                                  | La fête des pères                                            | Мірей Міран, мати Томаса                        |
| 1990      | ф  | Після післязавтра                            | Après après-demain                                           | сусідка                                         |
| 1990      | с  | S.O.S. відсутній                             | S.O.S. disparus                                              | Мадлен                                          |
| 1990      | тф | Кровна спорідненість                         | Le lien du sang                                              | Режіна                                          |
| 1990      | тф | Зниклі в Сен-Ажилі                           | Les disparus de Saint-Agil                                   | мадам Донадьє                                   |
| 1991      | ф  | Хрещення                                     | Le jour des rois                                             | Жермен і Марі-Луїза                             |
| 1991      | с  | Камінський, московський сищик                | Le flic de Moscou                                            | Софі                                            |
| 1993      | тф | Органний пункт                               | Point d'orgue                                                | Авріл Еспар                                     |
| 1993      | ф  | Фанфан — аромат любові                       | Fanfan                                                       | Мод                                             |
| 1993      | ф  | Мене звуть Віктор                            | Je m'appelle Victor                                          | Люс                                             |
| 1994      | ф  | Не така вже й католичка                      | Pas très catholique                                          | мадам Люссін                                    |
| 1994      | тф | Алібі золота                                 | Un alibi en or                                               | Колетт Наварр                                   |
| 1994      | ф  | Блакитна каска                               | Casque bleu                                                  | Жизель                                          |
| 1995      | ф  | Знедолені                                    | Les misérables                                               | мати-ігуменя                                    |
| 1996      | ф  | Щоденник спокусника                          | Le journal du séducteur                                      | Діана                                           |
| 1996      | тф | Подорожі Пенелопи                            | Le voyage de Pénélope                                        | Армін                                           |
| 1996      | ф  | Сучі діти                                    | Enfants de salaud                                            | мати Софі                                       |
| 1996      | ф  | Було не варто!                               | Fallait pas!...                                              | мати Бернара                                    |
| 1996      | ф  | 1001 рецепт закоханого кулінара              | Shekvarebuli kulinaris ataserti retsepti                     | Марсель Ішак                                    |
| 1996      | кф | Гіркий лимон                                 | Citron amer                                                  | мати                                            |
| 1998—2002 | с  | Лікарня                                      | H                                                            |                                                 |
| 1998      | ф  | Рейв-паті (партія страйкарів)                | (G)rève party                                                | мадам Реймон                                    |
| 1998      | с  | Граф Монте-Крісто                            | Le comte de Monte Cristo                                     | мадам де Сент-Меран                             |
| 1998      | ф  | Салон краси «Венера»                         | Vénus beauté (institut)                                      | тітонька Маріз                                  |
| 1999      | ф  | Подорож до Парижа                            | Le voyage à Paris                                            | мадам Дюбоск                                    |
| 1999      | ф  | Погані знайомства                            | Mauvaises fréquentations                                     | бабуся                                          |
| 2000      | тф | Дитина, секрет                               | Un enfant, un secret                                         | Марта                                           |
| 2000      | ф  | Серце в праці                                | Le coeur à l'ouvrage                                         | Мадлен                                          |
| 2000      | тф | Анна на Корсиці                              | Anna en Corse                                                | Марі                                            |
| 2000      | тф | Подвійне життя Жанна                         | La double vie de Jeanne                                      | Маміна                                          |
| 2001      | ф  | Милий хлопчик                                | Charmant garçon                                              | Беліз, мати Октава                              |
| 2001      | ф  | Погані манери                                | Mauvais genres                                               | Віолетта Анселін                                |
| 2001      | ф  | Ласкаві душі                                 | Les âmes câlines                                             | Жульєтта                                        |
| 2001      | ф  | Запаморочення від кохання                    | Vertiges de l'amour                                          | мати Венсана                                    |
| 2002      | тф | На свіжому повітрі                           | La vie au grand air                                          | Клер Лакомб                                     |
| 2003      | тф | Жан Мулен, французький роман                 | Jean Moulin, une affaire française                           | стара Аліс Аргель                               |
| 2003      | ф  | Шу-шу                                        | Chouchou                                                     | мати Станісласа                                 |
| 2003      | ф  | Салтімбанк                                   | Saltimbank                                                   | мадам Сальта                                    |
| 2003      | ф  | Бутик                                        | France Boutique                                              | Ніколь                                          |
| 2004      | тф | Клієнт                                       | La cliente                                                   | мадам Арман                                     |
| 2004      | тф | Пасажир без багажу                           | Le voyageur sans bagage                                      | мадам Рено                                      |
| 2005      | ф  | Скандал!                                     | Grabuge!                                                     | Жизель Ренуар                                   |
| 2005—2009 | с  | Венера і Аполлон                             | Vénus & Apollon                                              | Міше                                            |
| 2007      | ф  | Ви з поліції?                                | Vous êtes de la police?                                      | Джейн Латур-Джексон                             |
| 2007      | тф | Вільний кандидат                             | Candidat libre                                               | Жизель                                          |
| 2008      | ф  | Чоловік та його собака                       | Un homme et son chien                                        | клошар                                          |
| 2008      | ф  | Високий музей, низький музей                 | Musée haut, musée bas                                        | Ліліан                                          |
| 2009      | ф  | Точно на південь                             | Plein sud                                                    | бабуся                                          |
| 2010      | ф  | Тельма, Луїза і Шанталь                      | Thelma, Louise et Chantal                                    | Югетт                                           |
| 2010      | ф  | Гітлер у Голлівуді                           | HH, Hitler à Hollywood                                       | Мішлін Прель                                    |
| 2012      | тф | Прибутковий                                  | Bankable                                                     | Гренні                                          |
| 2012      | ф  | Як брати                                     | Comme des frères                                             | бабуся                                          |
| 2012      | ф  | Вулиця Мандар                                | Rue Mandar                                                   | Тата Рені                                       |
| 2014      | ф  | Ви хочете або не хочете                      | Tu veux ou tu veux pas                                       | обурена пані на вулиці                          |

## Визнання
| Товариство драматичних авторів і композиторів (SACD) |                                                   |                                                   |           |
| 1940                                                 | Премія ім. Сюзанни Б'янчетті                      | Премія ім. Сюзанни Б'янчетті                      | Перемога  |
| Міжнародний кінофестиваль в Таорміні                 |                                                   |                                                   |           |
| 1986                                                 | Приз Срібна маска                                 | Гарна погода, але до вечора можлива гроза         | Перемога  |
| Премія Сезар                                         |                                                   |                                                   |           |
| 1990                                                 | Найкраща акторка другого плану                    | Я хочу додому                                     | Номінація |
| 2004                                                 | Премія «Сезар» за видатні заслуги у кінематографі | Премія «Сезар» за видатні заслуги у кінематографі | Перемога  |